# Indocement
PT Indocement Tunggal Prakarsa Tbk. ist der zweitgrößte Zement-Hersteller Indonesiens mit Sitz in Jakarta. Seit 2001 gehört die Firma mehrheitlich der deutschen HeidelbergCement AG.
Die Firma wurde im Jahr 1985 gegründet und wird seit 1989 als Aktienunternehmen gelistet. Im Jahr 2001 kaufte HeidelbergCement 65,1 % der Anteile der Firma. Indonesien ist der größte Markt von HeidelbergCement in Asien mit einer stetig wachsenden Zementnachfrage (2011 um 17,7 %). Indocement und seine Tochterfirmen beschäftigen über 6000 Mitarbeiter.